# Gary Alexander
Gary R. Alexander (ur. 1 listopada 1969 w Jacksonville) – amerykański koszykarz, posiadający także hiszpańskie obywatelstwo, występujący na pozycji niskiego skrzydłowego.

## Osiągnięcia

### NCAA
- Zaliczony do składu All-Metro Conference First Team (1992)[1]
- Lider konferencji w zbiórkach (1992)[1]

### Pro
- MVP meczu gwiazd PLK (1998)[2]
- Zwycięzca konkursu wsadów zorganizowanego przy okazji meczu gwiazd – Polska vs Gwiazdy PLK (1997)
- Uczestnik meczu gwiazd:
  - PLK (1998)[2]
  - Polska vs Gwiazdy PLK (1997)
  - ligi francuskiej (1999–2001)[3]
- Uczestnik konkursu wsadów (1998)[2]
- Lider ligi izraelskiej w zbiórkach (1993)